# Episodi di Doraemon (serie animata 2005) (undicesima stagione)
Questa è la lista degli episodi dell'undicesima stagione dell'anime 2005 di Doraemon.
In Giappone è stata trasmessa su TV Asahi dal 9 gennaio al 31 dicembre 2015, mentre in Italia su Boing dal 22 febbraio al 28 novembre 2023.

## Episodi
| Nº  | Titolo italiano Giapponese 「Kanji」 - Rōmaji | In onda           | In onda                             |
| Nº  | Titolo italiano Giapponese 「Kanji」 - Rōmaji | Giapponese        | Italiano                            |
| 331 | Il pepe magico 「町中グニャグニャネンドロン」 - Machinaka gunyagunyanendoronLa tormenta di neve 「寒い日は雪女になろう!」 - Samui hi wa yukion'na ni narou! | 9 gennaio 2015    | 22 febbraio 202323 febbraio 2023    |
| 331 | Dopo essere stato messo in imbarazzo da Suneo, Nobita vuole impressionare i suoi amici con dei giochi di prestigio: grazie all'aiuto di Doraemon utilizza così il pepe magico, capace di rendere malleabile qualsiasi oggetto per alcuni minuti. Suneo, invidioso, si accorge però del trucco e ruba il chiusky: lo usa così sulla madre, su sé stesso e sulla propria abitazione. Insoddisfatti del risultato, i due finiscono però per esagerare, deformando le proprie facce e rendendole incredibilmente buffe. Nobita è particolarmente freddoloso, perciò Doraemon gli fa usare la crema donna-delle-nevi: coloro che sono cosparsi con essa non solo non sentono il freddo, ma possono anche creare ghiaccio e neve con semplici soffi. Il ragazzo, felice, decide di utilizzare il chiusky per creare una pista da sci sulla collina dietro alla scuola; non riuscendo a creare tutta la neve necessaria, Nobita si spalma sul viso una quantità eccessiva di crema, finendo però per congelare Doraemon, Gian e Suneo, che lo avevano accompagnato insieme a Shizuka. Quest'ultima, scampata alla "tormenta di neve" creata da Nobita – utilizzando la crema licantropica, e dunque procurandosi un folto strato di pelliccia – riesce però ad avvicinarsi all'amico, salvandogli la vita e riportando tutto alla normalità. |                   |                                     |
| 332 | La base segreta 「秘密基地で世界を守れ!」 - Himitsu kichi de sekai o mamore!Tricicli per bambini grandi 「四次元サイクリング」 - Shi-jigen saikuringu | 30 gennaio 2015   | 23 febbraio 202324 febbraio 2023    |
| 332 | Nobita ha trovato una piccola caverna sulla collina dietro alla scuola e vuole utilizzarla come proprio rifugio, ma Gian e Suneo lo cacciano con la forza. Doraemon, dispiaciuto per l'amico, permette allora a Nobita di creare una "base segreta" moderna e dotata di ogni comodità sotto al giardino di casa: utilizzando una videocamera e dei razzi che possono essere sparati a distanza, il ragazzo riesce a vendicarsi dei due bulli. Poco dopo, dato che sua madre ha scoperto il suo ennesimo brutto voto, Nobita usa un missile anche su di lei; mentre si allontana dalla base per far sparire le altre verifiche Tamako scopre però l'accesso alla sala di controllo, e da tale postazione obbliga il figlio a studiare. Poiché Nobita non sa andare in bicicletta, Shizuka, Gian e Suneo hanno preferito non invitarlo all'escursione da loro organizzata; alla notizia il ragazzo è molto triste, così – considerato che sarebbe stato necessario troppo tempo per imparare a usare una bici vera – Doraemon propone una soluzione alternativa per fargli raggiungere i suoi amici. La scelta cade sul triciclo quadridimensionale, e grazie alle sue numerose funzioni tecnologiche – tra cui viaggiare nella quarta dimensione in maniera invisibile e a velocità molto elevata – riescono a raggiungere il gruppo al luogo del picnic; in seguito a una distrazione di Nobita e mentre con Doraemon si trova ancora nell'altra dimensione, il chiusky però si rompe: essendo invisibili, i due non possono così divertirsi con gli altri.                                                                                      |                   |                                     |
| 333 | Cacciatore di dinosauri 「恐竜ハンター」 - Kyōryū hantā | 6 febbraio 2015   | 27 febbraio 2023                    |
| 333 | Doraemon è appena tornato con Sewashi da una caccia al dinosauro, attività particolarmente in voga nel futuro e consistente appunto nel trovare uno degli animali in questione, diminuire le sue dimensioni con il riduttore molecolare e infine consegnare l'esemplare raccolto all'apposito centro di caccia, che si occuperà poi di reinserire il dinosauro nel suo habitat. Nobita vuole dunque immediatamente tornare nel passato con Doraemon, ma la loro "caccia" presenta ben presto numerosi inconvenienti: i due infatti rischiano di diventare prede di vari dinosauri, la guida-robot che li accompagna è particolarmente scontrosa e, infine, si ritrovano a dover affrontare un'eruzione vulcanica. L'intera esperienza ha però anche un lato positivo, l'aver accresciuto il coraggio di Nobita: il giorno seguente, avendo ormai più fiducia in sé stesso, il ragazzo difende così Shizuka da un cane di solito molto aggressivo e da cui era lui stesso in precedenza terrorizzato. |                   |                                     |
| 334 | Uno strampalato San Valentino 「バレンタインにはおモチとすもうを」 - Barentain ni hao mochi to sumō oUna giornata sulla neve 「しずかちゃんと はこ庭スキー場」 - Shizuka to hako niwa sukī-ba | 13 febbraio 2015  | 24 febbraio 20232 maggio 2023       |
| 334 | Shizuka ha invitato Dekisugi e Nobita a casa sua per preparare una torta al cioccolato, e il ragazzo vuole essere da lei prima del rivale. I contrattempi sono però dietro l'angolo: grazie al set di riso risolutore di Doraemon – capace di produrre dolcetti che modificano le emozioni o la forza delle persone – Nobita si ritrova quindi a dover aiutare suo padre e una ragazza incontrata per strada da un momento di imbarazzo; poco dopo, viene sfidato da Gian a un incontro di sumo, ma dopo vari tentativi il chiusky si rivela fondamentale per sconfiggere il bullo. Arrivato da Shizuka, scopre infine che la torta è già stata decorata da Dekisugi: per Nobita è dunque l'ennesimo imprevisto del suo "strampalato San Valentino". Shizuka è triste perché i suoi genitori hanno dovuto annullare la settimana bianca che avevano programmato da tempo, così Nobita le promette che sarà lui stesso a farle trascorrere "una giornata sulla neve" meravigliosa. Grazie all'aiuto di Doraemon e con l'utilizzo del set di mini paesaggi riesce così a creare una vera e propria stazione sciistica - seppur di dimensioni ridotte - nel giardino di casa, ma allo stesso tempo non vuole far sapere all'amica – nel frattempo rimpicciolita di nascosto – che quel luogo splendido è frutto di un chiusky. A causa di un errore di Doraemon, spaventato da un topo, si scatena a un certo punto una gigantesca tempesta di neve; Nobita prende però l'iniziativa salvando la vita a Shizuka, che poi si rivelerà felicissima della giornata passata insieme a lui.                                                              |                   |                                     |
| 335 | Il nuovo compagno di classe 「スネ夫より金持ちがやってきた」 - Suneo yori kanemochi ga yattekitaDue gocce d'acqua 「ペットそっくりまんじゅう」 - Petto sokkuri manjū | 20 febbraio 2015  | 2 maggio 20233 maggio 2023          |
| 335 | Bill Money, "il nuovo compagno di classe" di Nobita, è molto più ricco di Suneo; sebbene Bill sia una persona davvero umile e alla mano, Suneo è comunque invidioso, tanto che - dopo avere tentato invano di umiliarlo - sottrae con l'inganno a Doraemon l'assegno compra tutto. Essendo il denaro procurato da ogni assegno soltanto l'anticipo di ciò che Suneo avrebbe guadagnato in futuro, il ragazzo rischia di ritrovarsi in un futuro di estreme ristrettezze; inoltre, al contrario di ciò che pensava, la ricchezza non lo aiuta a far colpo sui propri amici, che anzi si sentono a disagio. Il ragazzo sembra pentirsi delle proprie azioni, ma all'improvviso Bill annuncia che deve cambiare scuola, e così anche il comportamento di Suneo torna a essere quello di sempre. Suneo ha una teoria: prendendo ad esempio la sua gattina o il canarino di Shizuka, afferma che gli animali sono identici ai propri padroni, come "due gocce d'acqua". Muku, il cane di Gian, ha però un'indole paurosa, cosa che porta il suo padrone a infuriarsi; per far riappacificare i due, Doraemon decide di usare la merendina 'assomiglia', capace appunto di rendere un animale simile a chi lo possiede, e viceversa. Insieme a Nobita, si ritrova poi a usare il chiusky per trovare il proprietario di una micetta smarrita, finendo per scoprire che l'animale era stato allevato di nascosto dalla cagnolina di un suo compagno di scuola, il quale decide infine di adottare anche la gattina. |                   |                                     |
| 336 | Uno zaino speciale 「無敵のスーパーランドセル」 - Muteki no sūpārandoseruLe verifiche nascoste 「もぐれ!ハマグリパック」 - Mogure! Hamaguripakku | 27 febbraio 2015  | 3 maggio 20234 maggio 2023          |
| 336 | Nobita è perseguitato dalla sfortuna e, per aiutare l'amico, Doraemon utilizza il cacciavite magico: il ragazzo si ritrova così con "uno zaino speciale" estremamente tecnologico, capace di proteggerlo da ogni pericolo e inconveniente. Suneo, invidioso, ruba allora il chiusky a Nobita; dopo avere a sua volta modificato il suo zaino e quello di Gian, i due bulli sfidano così Nobita, e il primo 'round' si risolve in una sconfitta schiacciante per quest'ultimo; Nobita e Doraemon impiegano allora tutta la notte per trasformare lo zaino in un vero prodigio della tecnica, tanto che all'occorrenza esso può persino trasformarsi in un robot gigantesco. Al momento della rivincita, i due bulli vengono così sconfitti con facilità. Doraemon mostra a Nobita un sacchetto contenente numerose conchiglie custodi: esse all'occorrenza possono ingrandirsi ed essere riempite con qualsiasi oggetto, che si conserverà come nuovo anche a distanza di tempo; quando vengono richiuse, tornano infine di piccole dimensioni, per essere sotterrate. Nobita decide di utilizzare il chiusky per nascondere cento verifiche in cui ha preso zero, per aiutare Tamako a sistemare parte della spesa e infine per evitare che Gian rubi alcuni preziosi giocattoli a Suneo. Tornato a casa, Nobita scopre che sua madre - cercando la conchiglia in cui era stato riposto il cibo - ha trovato quella con "le verifiche nascoste", e per sbaglio è caduta al suo interno: il ragazzo è così terrorizzato all'idea della ramanzina che lo aspetta.                                                                                  |                   |                                     |
| 337 | La stazione spaziale 「のび太のダンボール宇宙ステーション」 - Nobita no danbōru uchū sutēshon | 13 marzo 2015     | 5 maggio 2023                       |
| 337 | Nobita vuole andare nello spazio, così Doraemon gli fa utilizzare il kit-stazione-spaziale: i due costruiscono una navicella "usa e getta" in cartone appositamente rinforzato - a cui è possibile accedere mediante un portellone quadridimensionale collegato al giardino di casa - e la lanciano in orbita. Nobita invita nella sua stazione spaziale anche Shizuka, mentre Doraemon presta il chiusky a Gian e Suneo, che creano una navetta enorme; questi ultimi compiono tuttavia un errore di progettazione, tanto che la loro navicella rischia di entrare nell'atmosfera terrestre troppo velocemente e prendere fuoco. Dato che i due non possono abbandonare la navetta - perché senza saperlo la madre di Suneo ha ostruito il portellone - Nobita, Doraemon e Shizuka compiono un rischiosissimo piano di salvataggio, che ha esito positivo. Tornato al sicuro nel giardino di Nobita, il gruppo osserva con stupore lo spettacolo delle due navicelle che entrano in orbita. |                   |                                     |
| 338 | Ogni cosa al suo posto 「横取りジャイアンをこらしめよう」 - Yokodori Jaian o korashimeyouTraslochi 「あちこちひっこそう」 - Yachikochi hikkosou | 20 marzo 2015     | 4 maggio 20238 maggio 2023          |
| 338 | Nobita vorrebbe essere meno disordinato, e Doraemon ha un valido rimedio: lo spray del ritorno permette infatti di riportare "ogni cosa al suo posto". I due decidono così di utilizzare il chiusky sugli oggetti che solitamente Gian 'prende in prestito' senza poi mai restituirli, ma quest'ultimo si accorge poco dopo del trucco e si appropria dello spray; il bullo usa il chiusky anche sulla merce del negozio di sua madre, finendo però per renderne impossibile la vendita e ricevendo dalla donna una sonora punizione. La mattina seguente, Nobita utilizza per sbaglio lo spray in maniera errata, spruzzandolo anche sui propri vestiti: il ragazzo rimane così letteralmente in mutande davanti a Shizuka, dato che gli abiti ritornano volando verso la sua cameretta. Un compagno di classe di Nobita trasloca frequentemente e afferma che, grazie a ciò, può vivere esperienze sempre nuove; Doraemon e Nobita decidono di fare altrettanto utilizzando il kit sposta-casa, capace appunto di teletrasportare un'abitazione anche in posti molto lontani. I primi tentativi non vanno a buon fine ma, dopo aver invitato anche Shizuka, i tre hanno modo di trascorrere una giornata davvero divertente. In precedenza, durante uno dei "traslochi", i due amici avevano però trasferito la casa in una foresta isolata: Tamako era nel frattempo uscita per fare la spesa e, sovrappensiero, non si era accorta di nulla; la sera stessa la donna si ritrova così smarrita nel bosco, mentre la sua famiglia a casa si chiede cosa possa essere accaduto.                                                                 |                   |                                     |
| 339 | La divisione delle acque 「ステッキで川をまっぷたつ」 - Sutekki de kawa o mapputatsuVoglia di rivincita 「しかえし伝票」 - Shika eshi denpyō | 17 aprile 2015    | 8 maggio 20239 maggio 2023          |
| 339 | L'appuntamento su una barchetta a remi di Nobita e Shizuka è rovinato da Gian e Suneo, che usa uno dei suoi modellini radiocomandati per renderli fradici; a causa di un errore di Gian il giocattolo però affonda, e i due bulli minacciano Nobita affinché lo ritrovi. Il ragazzo utilizza così il bastone spartiacque, basato sul passaggio del mar Rosso a opera di Mosè e capace di effettuare una vera e propria "divisione delle acque". Suneo conduce allora tutti al lago Okutama, dove secondo un documentario si sarebbe trovato un tesoro sommerso; Gian e Suneo decidono di proseguire la ricerca anche quando il bastone sta per scaricarsi, ma la loro avidità mal li ripaga: Suneo scopre di essere caduto in un grande equivoco e le acque, richiudendosi, li trascinano terrorizzati in mezzo al lago. Nobita è stato picchiato da Gian e desidererebbe avere la sua rivalsa, senza però durare la minima fatica né correre alcun rischio; il ragazzo vorrebbe così usare le ricevute della rivincita, foglietti che se raccolti da qualcuno gli faranno compiere la vendetta indicata dallo scrivente, ma Doraemon - considerandolo un chiusky da codardi - è contrario. La gigantesca "voglia di rivincita" conduce però Nobita in una sorta di circolo vizioso, poiché a causa di vari imprevisti è sempre lui a raccogliere le ricevute che getta a terra; essendo costretto dal chiusky a picchiare il bullo di persona, riceve così da Gian altre botte a sua volta. |                   |                                     |
| 340 | Una crociera particolare 「イルカにのって海の旅」 - Iruka ni notte uminotabiIl robot solidale 「いたわりロボット」 - Itawari robotto | 24 aprile 2015    | 9 maggio 202310 maggio 2023         |
| 340 | Per suscitare invidia nei suoi amici, Suneo dice loro che sta per partire in vacanza su un esclusivo yacht; stanchi del modo di fare del ragazzo, Doraemon e Nobita decidono di organizzare a loro volta "una crociera particolare" con la medesima meta, alla quale partecipano anche Shizuka e Gian. Grazie alla barca adesiva il gruppo può contare su un mezzo di trasporto particolare: un tenero cucciolo di delfino; gli amici vivono così una vacanza indimenticabile e peraltro riescono ad aiutare l'animale, che si era in precedenza smarrito, a ricongiungersi al suo branco. La vacanza di Suneo, al contrario, è stata un vero disastro: al suo ritorno, i quattro ne approfittano così per prendersi una piccola rivincita nei suoi confronti. Nobita crede di essere un buono a nulla, ed è giù di morale; per consolarlo, Doraemon fa sfogare il ragazzo con "il robot solidale", un automa capace di riportare nelle persone il buonumore. I discorsi provenienti dal chiusky tuttavia sono potenzialmente pericolosi, poiché spesso si traducono in un invito a non preoccuparsi per l'avvenire, e Nobita sembra essere intenzionato ad ascoltare solo il robot; quando il ragazzo si addormenta, Doraemon utilizza la tempovisione per mostrare all'amico che - se avesse continuato su quella strada - sarebbe diventato triste, povero e solo. Nobita si pente e chiede a Doraemon un robot severo che lo aiuti a studiare, ma di nuovo il risultato è diverso dalle sue aspettative. |                   |                                     |
| 341 | Consegna a domicilio 「ジャイアンが飛んできた」 - Jaian ga tonde kita「わすれろ草」 - Wasurero cǎo – "Vuoti di memoria" | 1º maggio 2015    | 10 maggio 2023inedito               |
| 341 | Nobisuke ha scordato degli importantissimi documenti di lavoro, ma grazie alla racchetta express - capace di spedire oggetti e persone in maniera rapida e sicura - Doraemon e Nobita riescono ad aiutarlo. Venuto a conoscenza del chiusky, Suneo propone di darne uno anche a tutti gli altri ragazzi del quartiere: così facendo, potranno effettuare una costante "consegna a domicilio" di cibo, giochi e fumetti senza il rischio che Gian come al solito finisca per appropriarsene, oltre che scambiarseli tra loro. Quando il bullo organizza però un concerto in esclusiva per Suneo, quest'ultimo non sopportando più la sua voce stonata utilizza la racchetta per mandare Gian da Nobita: come in una partita di tennis, il bullo finisce così per essere palleggiato tra Nobita, Suneo e Shizuka. |                   |                                     |
| 342 | Gara aerea 「ぼくらの大空中戦」 - Boku-ra no dai kūchū-sen「ニクメナイン」 - Nikumenain – "Tutta colpa di Nobita" | 8 maggio 2015     | 11 maggio 2023inedito               |
| 342 | Doraemon sta provando il mini-aereo - un vero e proprio velivolo in miniatura - e ne procura uno anche a Nobita, così da fare insieme un volo per la città; grazie agli aerei, i due danno una lezione a Gian che stava facendo per l'ennesima volta il prepotente, rendendo il ragazzo desideroso di vendetta. Quando Suneo propone di organizzare una "gara aerea", il bullo ruba così di nascosto uno dei chiusky e lo utilizza per abbattere gli aerei dei suoi amici, tuttavia Shizuka e Nobita riescono dopo un lungo inseguimento ad arrivare al traguardo sani e salvi; al contrario Gian, fermatosi in cima alla Torre di Tokyo per ammirare il panorama, fa cadere il suo aeroplano e si ritrova perciò a piangere terrorizzato. |                   |                                     |
| 343 | Il 30º piano 「野比家は三十階」 - Nobi-ka wa san jū-kaiUn regalo selvatico 「暴走!プレゼントの木」 - Bōsō! Purezento no kiImmagini ad acqua-definizione 「水はみていた」 - Mizu wa mite ita | 15 maggio 2015    | 12 maggio 2023                      |
| 343 | Nobita vorrebbe vivere al "30º piano" come un suo compagno di classe, così la notte stessa Doraemon utilizza il solleva-casa per far diventare la loro abitazione un attico; inizialmente Nobita è felicissimo del panorama che si può godere dall'alto, tuttavia una serie di inconvenienti - tra cui un tifone - finiscono per rendere la notte davvero movimentata e decisamente poco rilassante. A meno di un'ora dalla festa di compleanno di Shizuka, Nobita non ha ancora trovato un regalo per lei; cerca così di riportare in vita la pianta dei regali, che aveva iniziato ad annaffiare l'anno precedente ma era nel frattempo appassita. La pianta - contenente un regalo per l'amica - ha fattezze mostruose ed è capace di muoversi da sola; le apparenze però ingannano: il "regalo selvatico" che crea per Shizuka, una patata dolce, è infatti da lei apprezzatissimo. Doraemon e Nobita stanno utilizzando il televisore ad acqua, capace di produrre delle vere e proprie "immagini ad acqua-definizione" che mostrano ciò che l'acqua ha 'visto' durante il suo tragitto dalla sorgente fino alla città. Grazie al chiusky i due hanno modo di aiutare il destinatario di una lettera che Shizuka aveva trovato racchiusa in una barchetta di bambù - un ragazzo che si era separato in malomodo dal padre - aiutandolo a riconciliarsi con quest'ultimo e con il fratello minore. |                   |                                     |
| 344 | La teiera 「ラッキーやかん」 - Rakkī yakanUna montagna di peluche 「なんでもぬいぐるみに…」 - Nan demo nuigurumi ni…Il gusto di essere adulti 「大人になりたい」 - Otonaninaritai | 22 maggio 2015    | 15 maggio 2023                      |
| 344 | Per tentare di rimediare alla proverbiale pigrizia di Nobita e dare all'amico una piccola lezione di vita, Doraemon prende una normalissima teiera e finge che sia una teiera portafortuna. Paradossalmente, la teiera inizia davvero a portare fortuna al ragazzo, tanto da far dubitare lo stesso Doraemon che sia un oggetto comune; dopo essersi fatto prestare "la teiera", Doraemon scopre però che nel suo caso essa è soltanto fonte di guai. Nobita vuole comprare un peluche da regalare a Shizuka, dopo aver saputo che la ragazza lo desiderava; equivocando il tutto, Suneo per fare invidia all'amico prende quel pupazzo, rendendo triste Shizuka che nel frattempo aveva trovato il denaro per l'acquisto. Grazie alla sforna peluche di Doraemon, Nobita - e in seguito anche Suneo, pentitosi delle proprie azioni - decidono di creare "una montagna di peluche" da regalare a Shizuka, ma i tre finiscono per esagerare e creare troppi pupazzi. Nobita è troppo piccolo per ordinare da solo un caffè e provare "il gusto di essere adulti"; grazie all'uso della tuta cambia-tu il ragazzo assume così l'aspetto di un adulto. Dopo i contrattempi causati dall'avere impersonato il maestro, Nobita prende le sembianze di un totale sconosciuto, Shigeru, finendo però per rovinare la proposta di matrimonio che questi stava per fare all'amata Yoshimi. Grazie all'impegno di Doraemon e Nobita, la storia dei due fidanzati ha comunque un lieto fine. |                   |                                     |
| 345 | Il consigliometro 「七時に何かがおこる」 - Shichiji ni nanika ga okoruScatole a sorpresa 「びっくり箱ステッ」 - BikkuribakosutekkiUn nuovo amico 「ぼくよりダメなやつがきた」 - Bokuyoridamenayatsugakita | 29 maggio 2015    | 5 giugno 2023                       |
| 345 | Nobita ha preso l'ennesimo zero in un compito in classe, ma teme la reazione della madre, e non sa cosa fare; il consigliometro – un chiusky capace di indicare la soluzione migliore per ogni evenienza – suggerisce al ragazzo di aspettare fino alle sette di sera. Dopo vari imprevisti, Nobita finisce per nascondersi nell'armadio da giardino, dove trova una verifica di suo padre in cui anche lui aveva preso zero: quando Nobisuke lo scopre, riesce così a evitare il rimprovero. Suneo spaventa Nobita con una scatola a sorpresa, ossia un contenitore con al suo interno un piccolo mostriciattolo in plastica, e Nobita desidererebbe vendicarsi. Grazie al bastone sorprendente il ragazzo ha così modo di trasformare una miriade di oggetti in "scatole a sorpresa", ma solo dopo numerosi tentativi e imprevisti – Suneo infatti si impadronisce del chiusky – riuscirà infine nell'intento, terrorizzando l'amico. Nella classe di Nobita è arrivato un nuovo alunno, Tame: Nobita è felice non solo per aver trovato "un nuovo amico", ma soprattutto perché il ragazzo si mostra più goffo e imbranato di lui praticamente in tutto. Inizialmente Nobita si comporta con arroganza, salvo poi capire di avere sbagliato e pentirsi delle proprie azioni; quando per via del lavoro di suo padre Tame è costretto a trasferirsi di nuovo, quest'ultimo confesserà di aver trovato in Nobita il suo amico più caro. |                   |                                     |
| 346 | L'acquario domestico 「おざしき水族館」 - O zashiki suizokukanLa ricompensa 「オダチンパンジー」 - Oda chinpanjīIl radar evita-incontri 「のび太の長い一日」 - Nobita no nagai tsuitachi | 5 giugno 2015     | 6 giugno 2023                       |
| 346 | Suneo si vanta con i propri amici di aver visitato un acquario meraviglioso, così Nobita vorrebbe dare una lezione al ragazzo creandone uno identico; in effetti Nobita riesce nell'intento, dando vita a un "acquario domestico" in miniatura, ma mentre lo esplora con Doraemon all'interno di un sottomarino rimpicciolito a sua volta, rimane intrappolato sul fondale. Gian – sopraggiunto con Shizuka nel frattempo – rovescia però l'acquario, salvando la vita a entrambi. Nobita e Doraemon vogliono acquistare l'ultimo numero del loro fumetto preferito, ma non hanno denaro; decidono così di ricorrere allo scimpancompenso, capace di trovare persone disposte a pagarli in cambio del loro aiuto. Quando i due hanno quasi raggiunto la somma necessaria, scelgono però di non ricevere "la ricompensa" e aiutare un'anziana signora. Due persone che li avevano notati in precedenza, colpiti dal loro gesto, decidono di premiarli: ricevono così non solo dei dorayaki, ma anche il manga. Nobita ha un appuntamento con Shizuka, ma lei non arriva: tornando a casa, il ragazzo scopre inoltre che l'amica si trova insieme a Dekisugi. Offeso, Nobita decide di usare il radar evita-incontri così da non vederla per i successivi tre mesi, solo per scoprire poco dopo che aveva equivocato l'ora dell'incontro; il ragazzo prova allora a scusarsi con l'amica, ma tutti i suoi tentativi vengono impediti dal chiusky. Passate tre ore, il radar smette infine di funzionare: Nobita aveva infatti sbagliato ad impostare la durata dell'effetto.                                                                       |                   |                                     |
| 347 | Il visore guarda-dentro 「まる見え!断層ビジョン」 - Marumie! Dansō bijonNobita il buongustaio 「突げき!のび太のグルメリポート」 - Tūgeki! Nobita no gurumeripōtoIl compleanno di Gian 「今年もあの日がやってきた!」 - Kotoshi mo ano ni~tsu ga yattekita! | 12 giugno 2015    | 14 giugno 2023                      |
| 347 | Nobita ha nascosto il suo salvadanaio sulla collina dietro alla scuola, ma non riesce più a ritrovarlo; grazie al visore guarda-dentro - capace di mostrare come sono fatti al loro interno luoghi e oggetti - ha così modo di vedere dentro la collina, e recuperare il proprio denaro. In seguito, utilizza insieme a Doraemon il chiusky per salvare un escursionista da una frana e per aiutare sua madre a scegliere un cocomero da acquistare, ma Tamako riuscirà a sorprenderli con un piccolo trucco. Nobita vuole diventare conduttore di un programma di cucina, dopo averne incontrato uno per la strada. Grazie alla telecamera gastronomica ha così modo di diventare "Nobita il buongustaio" e trasmettere un programma che in breve raggiunge un certo successo. Gian chiede allora all'amico di aiutarlo a risollevare l'attività di un conoscente, sull'orlo del fallimento: grazie al chiusky l'intera città riesce così a sapere che in quel negozio vengono preparati dolci prelibati. Nessuno vuole partecipare al compleanno di Gian, a causa del suo andare su tutte le furie per un nonnulla: inizialmente il bullo cerca di costringere i suoi amici con la forza, salvo poi cacciarli via in malomodo. La sera stessa, Gian chiede aiuto a Doraemon: quest'ultimo riporta indietro il tempo di tre giorni, in cui - grazie anche all'aiuto del porta-pazienza - Gian dovrà cercare di non perdere mai la calma. Il compito si mostra fin da subito arduo, e così Doraemon cerca di aiutarlo. |                   |                                     |
| 348 | Una fotocamera esigente 「ボクを写して!めんくいカメラ」 - Boku o utsushite! Men kui kamera「しりとりでネッシーに」 - Shiri toride nesshī ni – "Nessie, il mostro scozzese"A caccia di ombre 「かげがり」 - Kage kari | 19 giugno 2015    | 15 giugno 2023inedito15 giugno 2023 |
| 348 | Doraemon sta usando la fotocamera schizzinosa, ossia "una fotocamera esigente" al massimo grado che si rifiuta di immortalare le persone con facce che considera brutte. Malgrado i numerosi tentativi, Nobita e Suneo vengono sempre ritratti senza volto, e solo Shizuka e Dekisugi riescono ad avere una propria immagine. Anche Gian ottiene infine la sua foto: il chiusky, temendo di essere distrutto dal bullo, aveva infatti modificato i suoi stringenti criteri. Nobita non vuole strappare le erbacce dal giardino sotto il sole cocente, così Doraemon gli propone di usare lo sforbicia-ombra, un chiusky che separa l'ombra dal corpo e la rende autonoma; esso non può tuttavia essere usato più di trenta minuti, altrimenti il doppione acquisirà personalità, sostituendosi infine all'originale. Quando accade proprio questo, Nobita e Doraemon si mettono "a caccia di ombre"; tutti i tentativi di cattura risultano infruttuosi, finché Doraemon non fa svolgere il compito all'ombra di Tamako. |                   |                                     |
| 349 | Una fetta di spiaggia 「海をひときれ切りとって」 - Umi o hito kire kiritotteIl guanto magico 「あとはおまかせタッチてぶくろ」 - Ato wa omakase tatchitebukuroFame da lupi 「腹ペコのび太の3日間」 - Hara peko Nobita no 3-kakan | 26 giugno 2015    | 16 giugno 2023                      |
| 349 | Nobita desidererebbe imparare a nuotare, così Doraemon usa il coltello e la forchetta 4D per trasportare "una fetta di spiaggia" nel giardino di casa; ben presto si uniscono a lui anche Shizuka, Gian e Suneo, ma Nobita perde rapidamente le speranze e preferisce arrendersi, cercando di catturare l'attenzione degli amici in altri modi. Il ragazzo decide così di provare a sciare, ma anche in questo caso i risultati finiscono per essere pessimi. Gian e Suneo hanno obbligato Nobita a pulire la classe al posto loro, così da poter andare a giocare a baseball; per dare una lezione ai due bulli, Doraemon presta a Nobita il guanto magico, capace di far compiere a qualcun altro l'azione che una persona sta svolgendo. Nobita decide però di non restituire il guanto e usarlo per divertirsi, ma la sera stessa anche lui riceve la propria punizione: per sbaglio "scambia" sé stesso con un passante, finendo per rimanere chiuso fuori casa. Nobita ha lasciato quasi tutta la cena nel piatto, e non ascolta neppure ciò che il padre gli dice riguardo all'importanza di non sprecare il cibo; pensando che lo stare a digiuno avrebbe portato Nobita a riflettere sulla questione, Doraemon gli mostra le caramelle salta-pasto, ma il ragazzo esagera e ne mangia troppe. Per una serie di imprevisti causati dal chiusky Nobita non ha così modo né di pranzare né di cenare, arrivando infine a comprendere di avere sbagliato. |                   |                                     |
| 350 | 「のろのろ、じたばた」 - Noronoro, jitabata – "Questione di tempo"「スイカ割りにスイカペン」 - Suika-wari ni suikapen – "La pignatta con l'anguria"Dolci ricordi 「タマシイム・マシン」 - Tamashiimu mashin | 10 luglio 2015    | inedito19 giugno 2023               |
| 350 | Nobita crede che sua madre gli voglia meno bene rispetto a quando era piccolo, così Doraemon gli fa provare la spirito-time: lo spirito di Nobita viene dunque trasferito nel sé stesso di quando era neonato, e nel frattempo il suo corpo di ragazzo rimane una sorta di guscio vuoto. Mentre Nobita ha modo di immergersi nei "dolci ricordi" del passato, Tamako nel presente crede che il figlio abbia avuto un malore; quando Nobita si risveglia, si prende così cura della madre come lei faceva quando era piccolo. |                   |                                     |
| 351 | Nobita non piangere 「のび太が泣けば雨がふる」 - Nobita ga nakeba amegafuruViaggio nella giungla 「ジャングル探検にはおり紙を」 - Janguru tanken ni wa origami o | 31 luglio 2015    | 20 giugno 2023                      |
| 351 | Nobita vuole recarsi sulla collina dietro la scuola per dipingere insieme a Shizuka, ma un improvviso temporale rovina il suo programma; per aiutare l'amico, Doraemon gli presta la fascia cambia-tempo, capace di modificare la situazione meteorologica in base all'umore di Nobita. Lo scopo del ragazzo diventa così quello di non piangere per nessun motivo - poiché il sole continuerà a splendere solo se rimarrà allegro, altrimenti ricomincerà a piovere - ma allo stesso tempo una lunga serie di imprevisti finisce per rendere il suo proposito molto complesso da mantenere. Le continue variazioni di umore di Nobita rendono così il clima particolarmente instabile, fino a quando il chiusky non va in tilt e in cielo appare uno splendido arcobaleno. Suneo si vanta del suo scarabeo rinoceronte e prende in giro Nobita, tanto che il ragazzo decide di catturare a sua volta il medesimo animale; decide così di intraprendere un avventuroso "viaggio nella giungla" per trovarlo, ma Doraemon - essendosi imbattuto in un topolino - preferisce non accompagnarlo, lasciandogli uno zaino pieno di chiusky. Due scimmie dispettose rubano però lo zaino al ragazzo, che si ritrova a poter disporre soltanto degli origami della realtà, pezzi di carta capaci di diventare oggetti reali a seconda di come sono piegati. Quando Nobita viene aggredito da una tigre riesce così a salvarsi creando un origami a forma di scarabeo rinoceronte che può volare e, dopo averlo mostrato ai suoi amici, loro rimangono entusiasti.                                                                                       |                   |                                     |
| 352 | Chi ha paura dei fantasmi? 「ゾクゾク!おばけ線香」 - Zokuzoku! Obake senkōVoci nel vento 「うわさ花しが咲いちゃった!」 - Uwasa hana shi ga sai chatta! | 21 agosto 2015    | 21 giugno 2023                      |
| 352 | Mentre sta visitando la casa dei fantasmi Nobita prende un gigantesco spavento, così all'uscita Gian e Suneo lo deridono; il ragazzo decide allora di terrorizzare a sua volta i propri amici usando l'incenso fantasmino, capace di produrre degli spettri dopo averci soffiato sopra. Lo spirito che viene creato non riesce tuttavia nel suo intento, e la sera stessa anche Nobisuke, raccontando una storia horror al figlio, finisce per fargli paura; Doraemon utilizza allora l'incenso rabbrividino, che spaventa chi sente il suo profumo, ma per sbaglio anche loro si ritrovano a dover affrontare l'effetto del chiusky. Suneo ha messo in giro un pettegolezzo riguardo a Nobita, rendendo il ragazzo ridicolo agli occhi degli altri; per vendicarsi Doraemon presta all'amico i fiori pettegoli, i quali sfruttando il principio dei soffioni riescono a spargere "voci nel vento". In seguito Nobita usa però il chiusky per spargere due voci contemporaneamente, che finiscono per mescolarsi e dar vita a una diceria secondo cui lui si sarebbe innamorato di Jaiko; insieme a Doraemon decide così di spargere delle brutte voci sul proprio conto così da respingere la ragazza, ritrovandosi però in una situazione ancora peggiore di quella iniziale agli occhi di amici e conoscenti. |                   |                                     |
| 353 | La riconoscenza di Gian 「ジャイアンの恩返し」 - Jaian no ongaeshiL'isola tropicale 「南の島を組み立てよう」 - Minami no shima o kumitateyou | 28 agosto 2015    | 22 giugno 2023                      |
| 353 | Nobita in passato ha prestato un fumetto a Gian, ma quest'ultimo rifiuta di fare altrettanto; per ottenere un favore in cambio, Doraemon fa allora utilizzare a Nobita il cappello della cicogna riconoscente, capace appunto di suscitare in chi lo indossa un fortissimo senso di gratitudine per la persona da cui ha ricevuto un qualsiasi gesto gentile, anche piccolo. Ben presto "la riconoscenza di Gian" diventa però per il ragazzo un gigantesco problema: la presenza del bullo diventa infatti particolarmente ingombrante, e quelli che per Gian sono favori - ad esempio cucinare una zuppa o cantare una canzone - per Nobita sono supplizi. Quando finalmente Gian si sente sdebitato e l'effetto del chiusky finisce, Nobita fa però senza volerlo un nuovo favore all'amico, e tutto ricomincia da capo. Suneo ha organizzato una vacanza sulla sua isola privata: il ragazzo invita Gian e Shizuka, ma esclude Nobita. Grazie alla foto-riduci, una macchina che può trasformare qualsiasi cosa in un plastico, Doraemon e Nobita possono però costruire a loro volta una gigantesca "isola tropicale", che poi posizionano vicino a quella di Suneo. Ben presto quest'ultimo diventa invidioso di Nobita, si mette in competizione con lui e cerca in tutti i modi - senza successo - di catturare l'attenzione dei suoi amici. Shizuka, Nobita e Doraemon hanno così modo di passare una giornata divertente, mentre Gian e Suneo - a causa di un plastico raffigurante il maestro che Nobita aveva lasciato in precedenza sulla spiaggia - finiscono per prendersi un grande spavento.                                    |                   |                                     |
| 354 | Notte in vendita 「夜を売ります」 - Yoru o urimasuLepri in pericolo 「うら山のウサギ怪獣」 - Ura yama no usagi kaijū | 11 settembre 2015 | 23 giugno 2023                      |
| 354 | Doraemon sta facendo ordine nel suo gattopone ed è incerto su ciò che deve tenere; in particolare non sa come utilizzare la lampadinotte, una lampadina all'apparenza normale che tuttavia al posto di illuminare produce buio. Nobita si accorge subito delle potenzialità del chiusky e - dopo aver aiutato suo padre a prendere sonno - decide di utilizzarlo per produrre "notte in vendita"; l'iniziativa si rivela un successo, dato che molte persone del quartiere hanno bisogno del loro aiuto. I due decidono infine di utilizzare la lampadinotte per creare un suggestivo campeggio notturno nel parco abbandonato insieme ai loro amici, con tanto di fuochi d'artificio. Nobita scopre che sulla collina dietro la scuola vive una famiglia di lepri, e prende a cuore la loro sorte: si occupa così di portargli del cibo, ripara la loro tana con un ombrello, le protegge da un falco predatore e pulisce l'area circostante dai rifiuti. Quando Gian e Suneo, venuti a conoscenza della faccenda, decidono di catturare gli animali, Nobita si impegna perciò con tutti i mezzi per salvare le "lepri in pericolo": grazie al fucile cambia-forma, capace di scambiare temporaneamente le parti del corpo di un animale con quelle di un altro, riesce così a fare in modo che le lepri possano difendersi da sole. Malgrado i numerosi tentativi dei due bulli, alla fine si ritrovano costretti ad arrendersi: da quel momento le lepri potranno vivere sulla collina un'esistenza tranquilla. |                   |                                     |
| 355 | Sua maestà Nobita 「アッパレ!のび殿さま」 - Appare! Nobi tonosamaIl canto dei grilli 「秋の虫のリサイタル」 - Aki no mushi no risaitaru | 9 ottobre 2015    | 26 giugno 2023                      |
| 355 | Nobita, come i signori feudali del passato, vorrebbe avere dei sottoposti pronti a esaudire i suoi desideri; il set di servitori di Doraemon - composto da piccoli pupazzetti animati che si comportano come antichi samurai - all'apparenza sembra perfetto per lo scopo, ma ben presto essi finiscono per metterlo in imbarazzo e anzi non riescono a difenderlo da un brutto scherzo di Suneo, che insieme a Gian ha mostrato una sua insufficienza ad amici e compagni di classe. La sera stessa, il gruppo di servitori si prepara per una sortita notturna: Doraemon e Nobita temono che vogliano organizzare un'atroce vendetta nei confronti del bullo; in realtà tutto finisce per il meglio, poiché il piano di costoro si rivela del tutto innocuo. Un anziano signore ha allevato dei grilli e li ha messi in libertà nel parco abbandonato, così da far sentire il loro canto all'intero quartiere; grazie all'estrai-suoni Doraemon raccoglie la melodia in una lattina per farla ascoltare anche a Nobita, ma quest'ultimo scambiandola per un succo di frutta finisce per berla. Il giorno seguente il ragazzo non riesce dunque a parlare, poiché dalla sua bocca esce soltanto il verso dei grilli; la sera stessa l'anziano scopre però che essi sono stati catturati da varie persone del luogo. Doraemon si impegna per proteggere i grilli rimasti, mentre Nobita - grazie alla sua temporanea "qualità" - ha modo di organizzare uno splendido concerto, apprezzato dall'intero quartiere. |                   |                                     |
| 356 | Palline rosse, palline verdi 「しずめ玉でスッキリ」 - Shizume-dama de sukkiriUsato, di valore 「のび太のお宝鑑定」 - Nobita no otakara kantei | 16 ottobre 2015   | 27 giugno 2023                      |
| 356 | Nobita non ha rimesso in ordine la propria cameretta, perciò per non farlo rimproverare da sua madre Doraemon gli presta due sacchetti, contenenti le palline scendi-giù (di colore rosso) e le palline vieni-su (di colore verde), capaci appunto di far andare qualunque cosa sottoterra e viceversa. Inizialmente Nobita vuole utilizzarle per aiutare gli altri, ma ben presto inizia a fare scherzi, e lo stesso Doraemon finisce sotto al livello del suolo. Quando Gian si impadronisce delle palline, per sbaglio fa tuttavia sprofondare non solo la sua abitazione, ma anche i due sacchetti che le contengono. Con un'unica pallina a disposizione, Nobita organizza così con Gian un rischioso piano di salvataggio per recuperare Doraemon e riportare tutto alla normalità; la difficile impresa ha infine successo. Dopo avere incontrato per strada un pittore squattrinato e dallo scarso successo, Nobita riflette con Doraemon riguardo al denaro e al suo utilizzo; Doraemon mostra così all'amico il mini-banco dei pegni: dopo avere inserito un oggetto nel macchinario, esso darà una somma in denaro congrua al suo stato e al suo valore. In seguito, Nobita incontra nuovamente il pittore, e cerca di aiutarlo: grazie al chiusky i due scoprono così che i suoi quadri avrebbero in futuro riscosso un grandissimo valore, cosa peraltro confermata dal proprietario di una galleria d'arte che si trovava nei paraggi, intenzionato a vendere i dipinti dell'uomo. Per la gioia di Nobita e Doraemon, i problemi economici del pittore sono dunque definitivamente risolti.                                        |                   |                                     |
| 357 | Nobita la rana 「ハロウィンとのびガエル」 - Harō~in to nobi-gaeruIl debutto di Jaiko 「誕生!まんが家クリスチーネ先生」 - Tanjō! Manga-ka kurisuchīne sensei | 23 ottobre 2015   | 28 giugno 2023                      |
| 357 | È Halloween, Nobita vorrebbe avere un costume all'ultimo grido, e dato che Doraemon ha un appuntamento con Mii-chan il ragazzo risolve il problema da solo utilizzando la tasca di riserva; tra le altre cose pesca un bastone che decide di prestare a Shizuka, essendo vestita da strega. Nobita non sa che in realtà si tratta del bastone trasforma-animali, e ben presto involontariamente Shizuka trasforma con il chiusky i suoi amici: Doraemon in un topo, Suneo in un pipistrello, Gian in un serpente e - infine - Nobita in una rana. Shizuka crede che per spezzare l'incantesimo debba baciare Nobita sulla bocca, ma proprio quando si appresta a farlo interviene Doraemon, riportando tutto alla normalità: Nobita se la prende così con l'amico per avergli rovinato il sogno di sempre. Gian fa leggere a Nobita il nuovo manga di sua sorella Jaiko, Amore fortissimo; essendo una bellissima opera, Doraemon e Nobita la convincono - grazie anche alla sforbicia-dubbi, capace di far prendere una decisione a chi è incerto - a iscriversi a un concorso per autori emergenti. Il giorno prima della proclamazione, Gian decide di andare nel futuro per conoscere il risultato; dopo aver scoperto che Jaiko non era arrivata tra i primi tre vincitori, se la prende però con Nobita e Doraemon, a cui dà la colpa di tutto. Poco dopo, scopre però che il direttore della casa editrice - colpito dalla storia di Jaiko - le ha telefonato, complimentandosi con lei e chiedendole di inviargli il suo prossimo lavoro. Come dirà lo stesso Gian, "un po' di sofferenza oggi porterà il doppio della felicità domani". |                   |                                     |
| 358 | I lucci sauri 「空とぶサンマがやってきた」 - Sora tobu sanma ga yattekitaL'albero di cachi 「昔のカキの物語」 - Mukashi no kaki no monogatari | 30 ottobre 2015   | 13 novembre 2023                    |
| 358 | Nobita e Doraemon vedono Gian mangiare dei lucci sauri, e Nobita ha subito voglia di assaggiarli, così Doraemon tira fuori il mangime incanta pesci e lo getta nel mare. A quel punto escono tutti i lucci sauri che Doraemon e Nobita addomesticano. Ma i pesci si ribellano ai due e si nascondono nella foresta. Doraemon capisce quindi che i lucci sauri sono attratti dalla luce così quest'ultimo e Nobita lì rigettano nel mare. Shizuka regala alla famiglia Nobi dei fichi presi dall'albero. Nobita, essendo molto goloso dei cachi, ritorna nel passato con Doraemon usando la stanza del tempo per prendere i cachi dall'albero che avevano un tempo nel giardino. Purtroppo Nobisuke da ragazzo si accorge di loro e credendoli dei ladri, li insegue. Una volta seminato il giovane Nobisuke, ritornano nella loro epoca. Tuttavia Nobita si dispera, perché il giovane Nobisuke ha preso un fumetto che stava in camera sua. Ma ritornati nel presente, Nobisuke ha trovato il fumetto di Nobita che è rimasto ricoperto di polvere. |                   |                                     |
| 359 | Le Multiscarpe 「山へ!空へ!乗りものぐつ」 - Yama e! Sora e! Nori mo no gutsuUn nascondiglio a prova di mamma 「ママ、小学生になる」 - Mama, shōgakusei ni naru | 6 novembre 2015   | 14 novembre 2023                    |
| 359 | Sunekichi porta Suneo, Gian e Shizuka sul monte Takai in macchina. Nobita, che anche lui desiderava partecipare, torna a casa in lacrime. Grazie alle multiscarpe, delle speciali calzature che permettono di muoversi a tutta velocità impersonando vari mezzi di trasporto, Nobita e Doraemon si prendono gioco di Sunekichi e raggiungono in un baleno il monte Takai. Poco dopo i loro amici arrivano sul posto e insieme vanno a fare una passeggiata nel bosco. Qui una spilla di Shizuka viene rubata prima da una scimmia e poi da un corvo. Usando le varie abilità delle multiscarpe, il gruppo riesce ad avere la meglio. Mentre Tamako cerca i compiti in classe nascosti da Nobita, egli è alla ricerca di un nascondiglio per una sua scatola. A Tamako intanto atterra addosso il panno del tempo che la fa diventare una ragazzina. Poco dopo i due si incontrano, ma Nobita non realizza chi sia veramente la giovane Tamako. I due arrivano a casa e Tamako, approfittando della situazione, fa finta di aiutare Nobita a nascondere la scatola. Dopo alcune disavventure, i due raggiungono un nascondiglio segreto del ragazzo ed egli invita Tamako ad aprire la scatola, dove rivela che contiene un regalo per il compleanno della madre. Sotto il regalo però vi sono i compiti in classe di Nobita, facendo infuriare Tamako. |                   |                                     |
| 360 | A caccia di funghi 「マツタケ食べたい!」 - Matsutake tabetai!Il calcio della fortuna 「ボクをけって!サイオー馬」 - Boku o kette! Saiō-ba | 13 novembre 2015  | 15 novembre 2023                    |
| 360 | Nobita desidera assaggiare i funghi matsutake ma costano molto. Grazie a uno spray, Doraemon trasforma, seppur solo esternamente, dei funghi shiitake in matsutake, dopodiché lui e Nobita li piantano in un bosco. I due portano Tamako sul posto, ma arrivano tante persone alla ricerca dei funghi. Dopo alcune disavventure Tamako riesce a raccogliere un fungo matsutake: Doraemon confessa di avere usato lo spray ma si scopre essere un vero matsutake. Nobita è stufo della sua sfortuna e Doraemon tira fuori il cavallo inverti fortuna, che prende a calci chi è sfortunato per fargli succedere una cosa bella e viceversa. Dopo che il cavallo ha fatto in modo che Gian restituisse i fumetti a Nobita e agli amici, egli cerca di scappare dal chiusky per evitare la sfortuna. Scopre però che non tutti i mali vengono per nuocere e a casa riceve una mancia dallo zio e dei fumetti dagli amici. |                   |                                     |
| 361 | Lezioni di disegno 「ほんものクレヨン」 - Hon mono kureyon「かぜぶくろといんちき薬」 - Kaze bu kuro to inchikigusuri – "L'influenza" | 20 novembre 2015  | 16 novembre 2023inedito             |
| 361 | Nobita viene schernito da Gian e Suneo per aver realizzato un disegno di bassa qualità. Tramite il pennarello disegni animati che tramuta i disegni in realtà, Doraemon realizza un disegno di un pittore, affinché dia lezioni a Nobita. Sfortunatamente il disegno animato crea una serie di problemi, arrivando persino a minacciare di buttare fuori casa Nobita e Doraemon. Inizia così una battaglia tra i due amici contro il pittore, finché egli disegna un leone, che inizia a inseguirlo. |                   |                                     |
| 362 | 「のび泥棒をタイホせよ!」 - Nobi dorobō o taiho seyo! – "Guardie e ladri"Il Faccia-che-vuoi 「あの子を笑わせろ!」 - Ano ko o warawasero! | 27 novembre 2015  | inedito28 novembre 2023             |
| 362 | Musuko, una compagna di classe appena arrivata, ha sempre il broncio e non parla. Dopo la scuola, Suneo invita Gian, Nobita e Shizuka a casa sua per vedere il filmato di una gita; quest'ultima cerca di invitare anche Musuko. La cosa causa disappunto di Gian e Suneo, facendo indignare Shizuka che decide di non partecipare a meno che non venga invitata anche la nuova arrivata. Gian e Suneo costringono Nobita a invitare Musuko, ma il ragazzo non ha successo. Usando il faccia-che-vuoi, che permette di cambiare l'espressione di una persona, Nobita fa sorridere la ragazza per convincerla a partecipare all'incontro, con gioia di Shizuka. Durante la visione del filmato, Nobita continua ad abusare del chiusky per far ridere Musuko. Quella sera, pentitosi delle sue azioni, le chiede scusa, ma scopre in quel frangente che in realtà Musuko è timida ma gentile e ha il senso dell'umorismo, seppur a modo suo. |                   |                                     |
| 363 | Tutti pazzi per Gian 「ジャイアンの歌がやめられない」 - Jaian no uta ga yame rarenaiLe costellazioni 「夜空に輝くピザ・ギョーザ」 - Yozora ni kagayaku piza gyōza | 4 dicembre 2015   | 17 novembre 2023                    |
| 363 | Gian appioppa a Nobita due biglietti per un suo concerto. Nobita e Doraemon decidono allora di prendere le caramelle mi piace troppo, per farsi piacere la voce orrenda del bullo. Poco dopo gli amici (tra cui Shizuka e Suneo) partecipano al concerto prendendo anche loro la caramella. I ragazzi sono così in delirio per Gian, che rischia di rimanere senza voce e deve promettere di continuare il giorno dopo. Quella notte però Gian si trova i suoi spettatori in camera da letto, ansiosi di aspettare. Nel cortile di casa, Suneo racconta alle amiche la storia della costellazione di Cassiopea, ma Nobita scopre che il ricco ragazzo si è servito di un libro intitolato Introduzione alle costellazioni come avere successo raccontando storie romantiche. Tornato a casa Nobita trova Doraemon alle prese con un chiusky in grado di proiettare le costellazioni in cielo e modificare la configurazione delle stelle. I due amici vanno a casa di Suneo e servendosi del medesimo gadget proiettano la costellazione di Orione, mentre Nobita racconta la storia a essa associata, ma a causa di un incidente fallisce. Decide poi di modificare la configurazione delle stelle per prendersi gioco di Suneo e inventare nuove costellazioni con rispettive storie. Suneo però scopre il trucco e furioso tira un calcio al chiusky, facendolo andare fuori controllo e creando caos nello spazio. Doraemon riesce a sistemare tutto, ma a un alieno furibondo atterra sulla Terra e crea una nuova costellazione raffigurante Nobita inginocchiato: il fifone.                                                              |                   |                                     |
| 364 | Fuga dalla torta natalizia 「脱出!!巨大クリスマスケーキ」 - Dasshutsu!! Kyodai kurisumasukēkiPattinaggio nell'Era Glaciale 「スケートするなら氷河期で」 - Sukēto surunara hyōgaki de | 11 dicembre 2015  | 21 novembre 2023                    |
| 364 | Dorami fa visita a Doraemon e Nobita per portare vari regali di Natale dal futuro. Nobita apre una bottiglia di spumante spara gente e subito viene rimpicciolito, per poi assumere la forma del tappo. Dorami stappa la bottiglia e il ragazzo viene sparato a casa di Suneo, dove c'è una festa; tuttavia – anziché colpire una superficie dura dove il sughero si romperà riportando chi c'è dentro alle dimensioni normali – atterra in una torta gigantesca. A casa di Suneo, Dorami rivela che nel tappo un dispositivo di sicurezza fa sì che dopo un'ora si aprirà. I due gatti robot decidono di rimpicciolirsi per andare ad aiutarlo; dopo alcune disavventure, riescono a raggiungere l'amico e riportarlo fuori in tempo. Nobita – usando dei pattini automatici – Doraemon, Shizuka, Gian e Suneo desiderano pattinare su una pista, ma è affollata. Nobita, Doraemon e Shiuzuka decidono allora di andare nell'era glaciale, per avere ampi spazi solo per loro per divertirsi sul ghiaccio. I tre poco dopo incontrano una ragazza preistorica di nome Gonne, che sfida Nobita in una gara di pattinaggio, in cui se il ragazzo perderà dovrà cederle i pattini. Durante la gara i due sfidanti vengono inseguiti da un branco di mammut e Gonne rischia di cadere nell'acqua gelida. Il ragazzo la salva e i tre amici vengono portati nella tribù di Gonne, che vuole sposarlo. Nobita però no e la giovane cavernicola lo insegue. |                   |                                     |

## Speciali
Gli episodi speciali di Doraemon vengono trasmessi in Giappone in occasione di eventi o ricorrenze particolari; sono inediti in Italia.
| Nº  | Giapponese 「Kanji」 - Rōmaji - Traduzione letterale | In onda          | In onda  |
| Nº  | Giapponese 「Kanji」 - Rōmaji - Traduzione letterale | Giapponese       | Italiano |
| S53 | 「あいあいパラソル」 - Aiai parasoru – "Giornata di pioggia"「タイムマシンで犯人を」 - Taimu mashin de han'nin o – "Caccia al colpevole"「ムシャクシャタイマー」 - Mushakushataimā – "La clessidra avanti e indietro" | 10 aprile 2015   | inedito  |
| S54 | 「ムードもりあげ楽団」 - Mūdo moriage gakudan – "L'orchestra cambia umore"「楽々バーべキューセットはラクじゃない」 - Rakuraku bābekyūsetto wa rakujanai – "Il robot culinario"「南海の大冒険 ～キャプテン・シルバーの財宝～」 - Nankai no dai bōken ~ kyaputen shirubā no zaihō ~ – "La grande avventura nei mari del sud - Il tesoro del capitano Silver"           | 24 luglio 2015   | inedito  |
| S55 | 「のび太特急と謎のトレインハンター」 - Nobita tokkyū to nazo no toreinhantā – "Il treno espresso di Nobita - Il misterioso cacciatore di treni" | 4 settembre 2015 | inedito  |
| S56 | 「初売りドライ・ライト」 - Hatsu uri dorai raito – "La prima vendita della luce secca"「百人一首にアンキパン」 - Hyakunin'isshu ni ankipan – "La sfida intellettuale"「オンボロ旅館をたて直せ」 - Onboro ryokan o tate naose – "Benvenuti alla locanda fatiscente!"「雪でもポカポカ! エアコンフォト」 - Yuki demo pokapoka! Eakon foto – "Il condizionatore ad aria" | 31 dicembre 2015 | inedito  |